# Lonclepke
A lonclepke (Limenitis) a rovarok (Insecta) osztályának a lepkék (Lepidoptera) rendjébe, ezen belül a tarkalepkefélék (Nymphalidae) családjába és a fehérsávos lepkék (Limenitidinae) alcsaládjába tartozó nem.

## Rendszerezése
A nembe az alábbi fajok tartoznak:
- Limenitis abia
- Limenitis aemonia
- Limenitis agneya
- Limenitis alala
- Limenitis albomaculata
- Limenitis amphyssa
- Limenitis archippus
- Limenitis arete
- Limenitis aricia
- Limenitis arthemis
- Limenitis astyanax
- Limenitis attica
- Limenitis austenia
- Limenitis barnesia
- Limenitis basiloides
- Limenitis biedermanni
- Limenitis boeotia
- Limenitis boreas
- Limenitis bredowii
- Limenitis calidosa
- Limenitis calliphane
- Limenitis calliphiclea
- Kis lonclepke (Limenitis camilla)
- Limenitis caphira
- Limenitis capucinus
- Limenitis cestus
- Limenitis chilo
- Limenitis cleophas
- Limenitis cocala
- Limenitis cognata
- Limenitis collina
- Limenitis corcyra
- Limenitis coryneta
- Limenitis cottini
- Limenitis creton
- Limenitis cytherea
- Limenitis danava
- Limenitis daraxa
- Limenitis deborah
- Limenitis delinita
- Limenitis delphicola
- Limenitis demialba
- Limenitis diazi
  - Limenitis diocles
  - Limenitis doerriesi
  - Limenitis donysa
  - Limenitis dubernardi
  - Limenitis dudu
  - Limenitis elea
  - Limenitis elwesi
  - Limenitis epione
  - Limenitis epizygis
  - Limenitis erotica
  - Limenitis erythmathis
  - Limenitis escalantei
  - Limenitis ethelda
  - Limenitis falcipennis
  - Limenitis felderi
  - Limenitis fessonia
  - Limenitis floridensis
  - Limenitis formosicola
  - Limenitis fugela
  - Limenitis fumida
  - Limenitis gavina
  - Limenitis gelania
  - Limenitis goyana
  - Limenitis helmanni
  - Limenitis herbita
  - Limenitis hollandii
  - Limenitis homeyeri
  - Limenitis houlberti
  - Limenitis iaere
  - Limenitis imitata
  - Limenitis inachia
  - Limenitis iphiclus
  - Limenitis irma
  - Limenitis irmina
  - Limenitis isis
  - Limenitis ixia
  - Limenitis jacquelinae
  - Limenitis jordani
  - Limenitis jumaloni
  - Limenitis justina
  - Limenitis lara
  - Limenitis lepechini
  - Limenitis leuceria
  - Limenitis leucerioides
  - Limenitis leucophthalma
  - Limenitis levicula
  - Limenitis levona
  - Limenitis libnites
  - Limenitis livida
  - Limenitis lorquini
  - Limenitis lucina
  - Limenitis lycone
  - Limenitis lymire
  - Limenitis lyncides
  - Limenitis lysanias
  - Limenitis makkeda
  - Limenitis malea
  - Limenitis massillides
  - Limenitis mata
  - Limenitis melanthe
  - Limenitis melona
  - Limenitis mesentina
  - Limenitis milleri
  - Limenitis mimica
  - Limenitis mincia
  - Limenitis moltrechti
  - Limenitis mossi
  - Limenitis mythra
  - Limenitis naxia
  - Limenitis nea
  - Limenitis nuydai
  - Limenitis oberthuri
  - Limenitis obsoleta
  - Limenitis olynthia
  - Limenitis olynthina
  - Limenitis paraena
  - Limenitis paroeca
  - Limenitis pausanias
  - Limenitis penningtoni
  - Limenitis phliassa
  - Limenitis phylaca
  - Limenitis pithys
  - Limenitis poltius
  - Nagy nyárfalepke (Limenitis populi)
  - Limenitis pratti
  - Limenitis procris
  - Limenitis pseudococala
  - Kék lonclepke (Limenitis reducta)
  - Limenitis rothschildi
  - Limenitis salmoneus
  - Limenitis salus
  - Limenitis sanctigabrieli
  - Limenitis saundersii
  - Limenitis serpa
  - Limenitis sichaeus
  - Limenitis sinensium
  - Limenitis staudingeri
  - Limenitis sydyi
  - Limenitis syma
  - Limenitis takamukuana
  - Limenitis theaena
  - Limenitis thespias
  - Limenitis thesprotia
  - Limenitis thessalia
  - Limenitis thoasa
  - Limenitis tizona
  - Limenitis tracta
  - Limenitis trinina
  - Limenitis trivena
  - Limenitis tumida
  - Limenitis urdaneta
  - Limenitis valentina
  - Limenitis velia
  - Limenitis wallisi
  - Limenitis weidermeyerii
  - Limenitis ximena
  - Limenitis zalmona
  - Limenitis zayla
  - Limenitis zea
  - Limenitis zina
  - Limenitis zulema